# Max Lang
Max Lang (ur. 3 marca 1987 w Chene Bougerie) – kanadyjski wioślarz.

## Osiągnięcia
- Mistrzostwa Świata Juniorów – Brandenburg 2005 – czwórka ze sternikiem – 5. miejsce[1].
- Mistrzostwa Świata U-23 – Hazewinkel 2006 – ósemka – 1. miejsce[1].
- Mistrzostwa Świata – Eton 2006 – czwórka ze sternikiem – 2. miejsce[1].
- Mistrzostwa Świata U-23 – Glasgow 2007 – ósemka – 7. miejsce[1].
- Mistrzostwa Świata U-23 – Račice 2009 – czwórka bez sternika – 4. miejsce[1].
- Mistrzostwa Świata – Poznań 2009 – dwójka bez sternika – 12. miejsce[1].